# ЦСК «Неман»
Центральный Спортивный Комплекс «Неман» — многофункциональный стадион в Гродно, Беларусь. В основном используется для проведения домашних матчей футбольного клуба «Неман».

## История
На месте стадиона было еврейское кладбище Гродно, которое функционировало более 150 лет. В связи с решением о строительстве стадиона кладбище поэтапно было снесено. Арена построена в 1962 году и до реконструкции стадиона «Динамо» в Минске 1979 года являлась самой крупной в БССР, вмещая при этом свыше 14 000 зрителей. Ранее стадион назывался «Красное Знамя». До реконструкции здесь было 23 сектора, расположенных в виде подковы, по 14 деревянных рядов в каждом.
До 2001 находился в собственности Федерации профсоюзов Беларуси. В 2001 передан в Гродненскую областную государственную собственность Управления спорта и туризма Гродненского облисполкома. После передачи изменилось название стадиона: до 31 августа 2007 года он носил название «Спортивный комбинат Неман».
Реконструкция стадиона проходила с 2003 по 2008 годы, после завершения которой он получил статус многофункционального спортивного комплекса. Проект стадиона был сделан гродненским архитектором Владимиром Евдокимовым. Комплекс получил трибуны для зрителей рассчитанные на 8479 мест, новое легкоатлетическое ядро с современным покрытием, крытое тренировочное легкоатлетическое ядро с 4 беговыми дорожками и секторами для прыжков в высоту, поле для игры в хоккей на траве, капитальный ремонт футбольного поля (искусственный полив и подогрев), капитальный ремонт имеющихся спортивных залов, гостиницы «Спорт», медико-восстановительного центра.
Арена имеет три звезды УЕФА, что даёт право принимать здесь официальные матчи сборных и еврокубки до групповой стадии включительно.
Домашняя арена для гродненского «Немана». В 2009 один матч на стадионе провела сборная Беларуси (победа над Андоррой — 5:1). В 2013 году на ЦСК «Неман» свой домашний матч провел борисовский БАТЭ в рамках плей-офф Лиги Европы (ничья 0:0 с «Фенербахче»). Летом того же года 2 матча отборочных раундов Лиги Европы УЕФА 2013/14 (третий квалификационный раунд — 0:1 с «Сент-Джонстоном» и раунд плей-офф — 0:2 со «Стандардом») в Гродно провёл футбольный клуб «Минск». 17 июля 2014 года на стадионе «Неман» во втором квалификационном раунде Лиги Европы УЕФА 2014/15 сыграли и хозяева арены (матч с «Хабнарфьордюром» закончился ничьей 1:1). В 2017 году на стадионе был сыгран финал Кубка Беларуси.

## Матчи национальной сборной Беларуси
| Дата        | Турнир | Хозяева  | Счет | Гости   | Голы                                                                                   |
| ----------- | ------ | -------- | ---- | ------- | -------------------------------------------------------------------------------------- |
| 6 июня 2009 | ОЧМ    | Беларусь | 5:1  | Андорра | Близнюк 2', Калачев 44', Корниленко 50', Корниленко 65', Близнюк 76' — Лима 90' (пен.) |

## Матчи молодёжной (U-21) сборной Беларуси
| Дата             | Турнир | Хозяева  | Счет | Гости    | Голы                                              |
| ---------------- | ------ | -------- | ---- | -------- | ------------------------------------------------- |
| 10 сентября 2018 | ОЧЕ    | Беларусь | 0:4  | Хорватия | Яколиш 16', Шунич 44', Халилович 46', Брекало 65' |

## Финалы турниров
| Дата        | Матч                      | Команда 1        | Счет            | Команда 2                | Голы                                      |
| ----------- | ------------------------- | ---------------- | --------------- | ------------------------ | ----------------------------------------- |
| 28 мая 2017 | Финал Кубка Беларуси 2017 | «Динамо» (Брест) | 1:1 (пен. 10-9) | «Шахтёр» (Солигорск)     | Легчилин 82' — Лисакович 69'              |
| 24 мая 2025 | Финал Кубка Беларуси 2025 | «Неман» (Гродно) | 3:0             | «Торпедо-БелАЗ» (Жодино) | Садовничий 55', Пушняков 59', Зубович 80' |

## Адрес стадиона
Адрес: Гродно, ул. Коммунальная, 3.